# Kwas 4-hydroksybutanowy
Kwas 4-hydroksybutanowy, kwas γ-hydroksymasłowy, GHB – organiczny związek chemiczny z grupy hydroksykwasów karboksylowych. Występuje naturalnie w ludzkim ośrodkowym układzie nerwowym, cytrusach, winie i w niewielkim stężeniu prawie we wszystkich żyjących istotach. Jest strukturalnie podobny do innej endogennej substancji, kwasu 3-hydroksybutanowego. Działa depresyjnie na OUN, a jako lek stosowany jest w postaci soli (sodowej, potasowej, magnezowej i wapniowej) w leczeniu katapleksji oraz nadmiernej senności w ciągu dnia przy narkolepsji. Substancja jest również wykorzystywana w celu podtrzymania znieczulenia. Jest zarejestrowany jako lek pod nazwami handlowymi Lumryz, Xyrem, Xywav i Xywav.

## Historia
Kwas 4-hydroksybutanowy został otrzymany po raz pierwszy przez rosyjskiego chemika Aleksandra Zajcewa w roku 1874, natomiast pierwsze poważne badania nad działaniem GHB na człowieka przeprowadził francuski naukowiec Henri Laborit w latach 60. XX wieku.

## Otrzymywanie
Otrzymywany może być z γ-butyrolaktonu poprzez hydrolizę wodorotlenkiem sodu:
Powstałą sól można przeprowadzić w kwas za pomocą kationitu. Pomimo że kwas łatwo ulega dehydratacji do wyjściowego laktonu, można go uzyskać w czystej postaci.

## Zastosowanie medyczne

### Farmakodynamika
Poprawia sen w nocy, czujność następnego dnia oraz łagodzi katapleksję. Przy wyższych dawkach obserwuje się zmniejszanie senności w ciągu dnia. Substancja ta wydłuża czas przebywania w fazach N2 i N3 snu, zmniejsza przejście do faz N1/przebudzenie/REM, co skutkuje poprawą ciągłości i głębokości snu.
Jest środkiem działającym depresyjnie na ośrodkowy układ nerwowy człowieka, co może powodować znaczną depresję oddechową.
Stymuluje uwalnianie hormonu wzrostu i dlatego bywa nadużywany w postaci środku suplementowanego w kulturystyce.
Ze względu na działanie fizjologiczne i psychologiczne, hydroksymaślan sodu bywa nadużywany. Może być substancją uzależniającą. Po nagłym odstawieniu obserwuje się zwykle zespół abstynencyjny.

### Wskazania
Jest wskazany w leczeniu katapleksji oraz nadmiernej senności w ciągu dnia spowodowanej narkolepsją. W USA i Europie jest dopuszczony do stosowania od 7 roku życia, jednak w Kanadzie nie zaleca się stosowania leku przed ukończeniem 18 roku życia. Substancja jest również przydatna w leczeniu substytucyjnym w alkoholizmie, jednakże dopiero po wypróbowaniu innych dostępnych środków leczenia.

### Działanie
Kwas gamma-hydroksymasłowy jest odpowiedzialny za fizjologiczne efekty stosowania hydroksymaślanu sodu. W przypadku małych dawek GHB łączy się z receptorami sprzężonymi z białkiem G, co prowadzi do uwolnienia pobudzającego glutaminianu. Z kolei w większych dawkach, GHB aktywuje receptory GABAB w neuronach noradrenergicznych, dopaminergicznych i wzórzowo-korowych, które odpowiadają za regulowanie snu, czuwania i uwagi u człowieka.

### Przeciwskazania i efekty uboczne
Hydroksymaślan sodu może wywołać depresję oddechową oraz bezdech senny. Zaobserwowano powyższe objawy u pacjentów, którym podano na czczo pojedynczą dawkę 4,5 gramów, co stanowi dwukrotność zalecanej dawki początkowej. Ze względu na to, należy zachować szczególną ostrożność w leczeniu pacjentów z chorobami układu oddechowego oraz u osób z BMI ≥ 40 kg/m² (przy takiej wartości zwiększa się ryzyko bezdechu sennego). U około 50% chorych na narkolepsję obserwuje się zespół bezdechu sennego.
Należy unikać jednoczesnego stosowania hydroksymaślanu sodu i:
- benzodiazepin: zwiększone ryzyko depresji oddechowej
- alkoholu i substancji o działaniu hamującym w stosunku do OUN (np. opioidy, leki przeciwbólowe itd.): nasila się wtedy działanie hamujące hydroksymaślanu sodu, występuje zwiększone ryzyko depresji oddechowej
- inhibitorów dehydrogenazy gamma-hydroksymaślanu (np. kwas walproinowy): występowanie niepożądanych reakcji farmakodynamicznych i farmakokinetycznych
- topiramatu: ryzyko śpiączki oraz podwyższenia stężenia GHB.

Niebezpieczne jest stosowanie hydroksymaślanu sodu u pacjentów z porfirią – wykazano działanie porfiriogenne u zwierząt i w warunkach in vitro.
Szczególną uwagę należy zwrócić na pacjentów z zaburzeniami psychicznymi. Podczas terapii hydroksymaślanem sodu może wystąpić splątanie, niepokój, psychoza, paranoja, omamy, pobudzenie ruchowe, myśli o popełnieniu aktów przemocy (na innych lub autoagresja) oraz depresja. Powyższe przyczyny wykluczają stosowanie hydroksymaślanu sodu u pacjentów z głęboką depresją.
W badaniach klinicznych obserwowano przypadki chodzenia we śnie przy jednoczesnym leczeniu hydroksymaślanem sodu. Jeśli u pacjenta występuje powyższa dolegliwość należy zadbać o bezpieczeństwo: istnieje możliwość zranienia lub uszkodzenia ciała. Dolegliwość tę należy bezwzględnie poddać ocenie klinicznej.
W przypadku przyjmowania hydroksymaślanu zaleca się stosowanie diety z obniżoną zawartością sodu.
Nie zaleca się stosowania leku u osób z padaczką, ponieważ występują wówczas drgawki.
Dane o wpływie hydroksymaślanu sodu na pacjentów w podeszłym wieku są niewystarczające do określenia, czy stosowanie go jest bezpieczne w tej grupie wiekowej.
Według badania Lecendreux 2012 u 74,1% pacjentów zaobserwowano występowanie działań niepożądanych: głównie spadek wagi (25,9%), bóle głowy (17,5%), nudności (14,8%), przerwy we śnie w nocy (17,5%), nerwowość (11,1%) oraz parasomnie (chodzenie i mówienie przez sen, mimowolne moczenie) u 11,1% badanych. Do innych zaburzeń, które mogą wystąpić u osób przyjmujących hydrooksymaślan sodu należą m.in. zawroty głowy i drżenia.

## Użycie pozamedyczne

### Używka rekreacyjna
Kwas 4-hydroksybutanowy jest substancją psychoaktywną o działaniu relaksującym i poprawiającym nastrój. Podnosi także libido i ułatwia kontakt z innymi osobami. Jest silnym depresantem. Typowa dawka rekreacyjna waha się w przedziale 1–2,5 g.
Małe dawki (1–1,5 g) powodują efekt podobny do alkoholu etylowego – zrelaksowanie, poprawienie nastroju, lekkie zaburzenia równowagi. Większe dawki (do 2,5 g) mogą silniej poprawiać nastrój, powodować potrzebę tańca, muzyki i mówienia, a także zwiększać doznania seksualne. Negatywne objawy to zaburzenia równowagi, mdłości, zawroty głowy, niewyraźna mowa. Jeszcze wyższe dawki mogą prowadzić do znacznego podwyższenia pozytywnych wrażeń opisanych powyżej, z euforią włącznie, ale często powodują bardzo złe samopoczucie, utratę równowagi, wymioty. Przedawkowanie prowadzi do senności, czasem o charakterze śpiączki, i utraty przytomności, co w połączeniu z wymiotami może prowadzić do śmierci. Reakcje organizmu są bardzo zindywidualizowane i trudno jest dobrać dawkę dającą silne doznania pozytywne, nie doprowadzając do efektów niepożądanych.

### Pigułka gwałtu
GHB podobnie jak flunitrazepam znane jest jako pigułka gwałtu. Duże dawki tej substancji (powyżej 4 gramów) mogą wywoływać amnezję i utratę świadomości. Ta właściwość kwasu γ-hydroksymasłowego wykorzystywana jest przez gwałcicieli. Dodatkowo alkohol etylowy wchodzi w interakcję z GHB i powoduje zwiększenie liczby efektów ubocznych. Wykrycie GHB w krwi jest bardzo trudne lub niemożliwe, gdyż jego ostatecznymi metabolitami są dwutlenek węgla i woda.
Testery jednorazowego użytku w kształcie karty kredytowej, które wykrywają GHB w napojach, są dostępne w Polsce. Testery mają jednak problem z wykrywaniem małych ilości GHB (mniej niż 1,25 g/250 ml). Ponieważ pozytywny wynik testu polega na zaciemnieniu pola kontrolnego, test ten nie sprawdza się w napojach o ciemnej barwie. Ze względu na sposób nanoszenia próbki na test, podobny problem występuje w napojach i potrawach o gęstej konsystencji.

### Wspomagacz w kulturystyce
Niektórzy sportowcy używają GHB ponieważ pobudza ono wydzielanie hormonu wzrostu. Efekt ten związany jest z oddziaływaniem GHB na receptory muskarynowe, poprzez zwiększone wydzielanie acetylocholiny.

## Farmakologia
GHB jest naturalnie występującym w mózgach ssaków neuroprzekaźnikiem. GHB wykazuje powinowactwo do dwóch receptorów – receptora GHB i receptora GABA-B. W organizmie GHB jest syntetyzowane z GABA.
γ-Butyrolakton (GBL) oraz 1,4-butanodiol (BDO) są prolekami GHB. GBL metabolizowane jest przez enzym o aktywności laktonazy obecny w osoczu krwi, a BDO przez dehydrogenazę alkoholową i dehydrogenazę aldehydową do kwasu 4-hydroksybutanowego. Obie te substancje są bardziej toksyczne dla organizmu niż samo GHB.
GHB bardzo szybko metabolizuje, najpierw do semialdehydu bursztynowego (kwasu 4-oksobutanowego), a następnie do kwasu bursztynowego (kwasu 1,4-butanodiowego), który wchodzi w cykl kwasu cytrynowego, gdzie zachodzi jego dalszy rozkład do CO2 i H2O.

Biosynteza i metabolizm kwasu 4-hydroksybutanowego (w warunkach fizjologicznych grupy karboksylowe występują zazwyczaj w formie zjonizowanej, na schemacie przedstawione są w formie sprotonowanej)

## Przedawkowanie

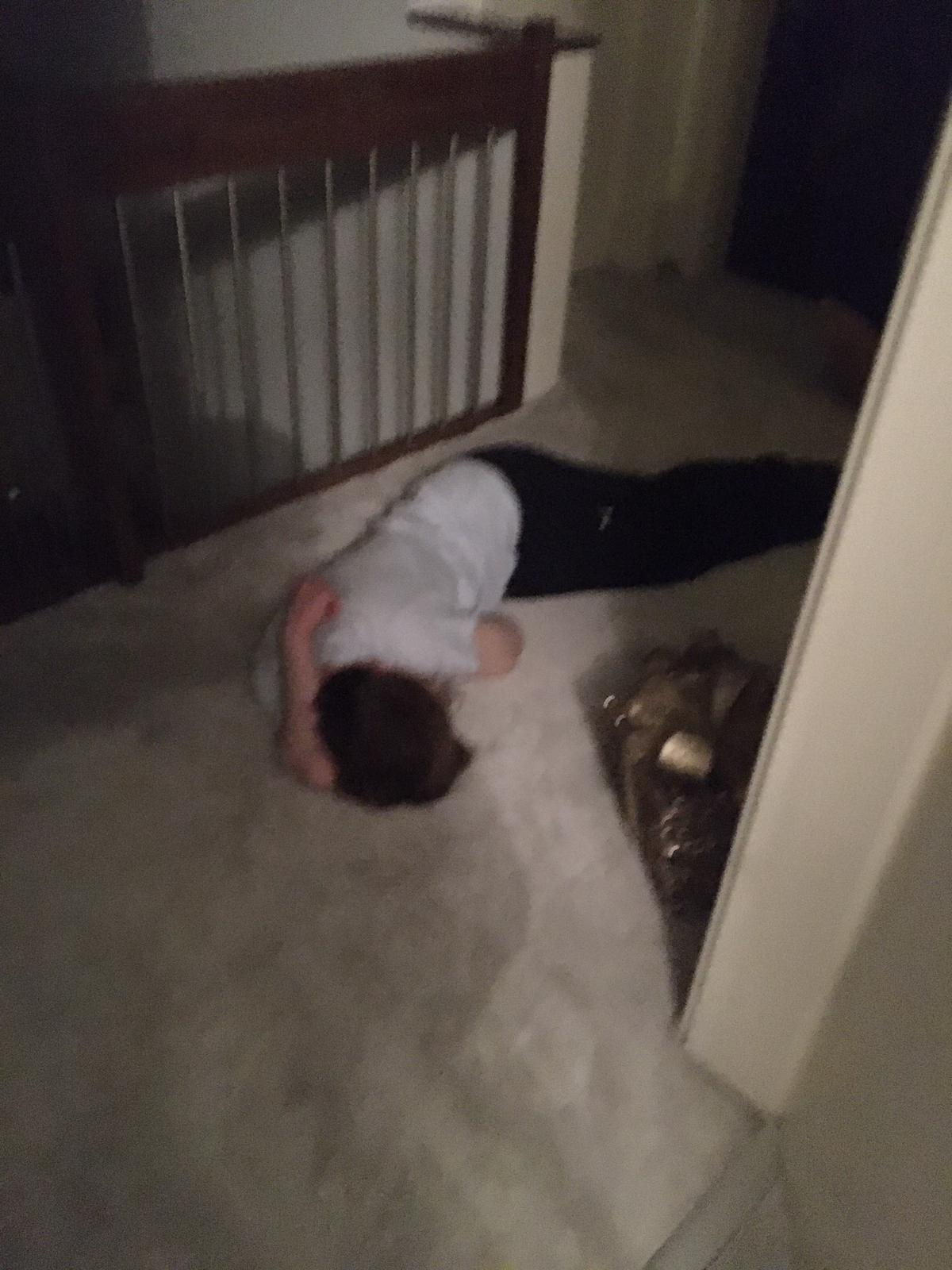
śpiączka spowodowana przedawkowaniem GHB

Ze względu na działanie euforyzujące i pobudzające seksualnie GHB, hydroksymaślan sodu bywa nadużywany. Hydroksymaślan sodu to substancja działająca hamująco na OUN wykazująca potwierdzony potencjał uzależniający, gdy stosowana jest w celach rekreacyjnych. Nie ma jednoznacznych dowodów na występowanie uzależnienia u pacjentów przyjmujących lek w dawkach terapeutycznych.
Dostępne są informacje o przedawkowaniu GHB u kilku osób. Zażywali go na własną rękę, stosując jednocześnie inne substancje psychoaktywne. Wykazywali różne stopnie obniżonej świadomości: od stanu splątania do pobudzenia, czy śpiączki. Zaobserwowano u nich wymioty, potliwość, bóle głowy, zaburzenia zdolności psychomotorycznych, niewyraźne widzenie. Jednakże nie zaobserwowano obniżonej reaktywności źrenic na światło, została ona zachowana.
W przypadku wyższych dawek pojawiała się śpiączka i kwasica. Pojawiały się mioklonie, napady toniczno-kloniczne, bezdech oraz oddech periodyczny. Przy utracie przytomności, mimo zachowania odruchów ścięgnistych, możliwe jest pojawienie się bradykardii, hipotermii, czy hipotonii mięśniowej. U pacjenta, który przyjął 150 gramów hydroksymaślanu sodu (około 15 razy przekroczono maksymalną zalecaną dawkę), wystąpiło również nietrzymanie moczu i kału.
Nie jest znane antidotum na hydroksymaślan sodu, a więc przy przedawkowaniu stosuje się leczenie objawowe i podtrzymujące. Zatrucie hydroksymaślanem może zakończyć się uszczerbkiem na zdrowiu lub utratą życia, ale może też nie mieć żadnych znaczących następstw.

## Uzależnienie
Długotrwałe używanie GHB może powodować uzależnienie zarówno fizyczne, jak i psychiczne. Pierwsze może wystąpić po kilku dniach lub tygodniach zażywania kilku powtarzanych dawek dziennie. Symptomy odstawienne obejmują: bezsenność, zmęczenie, lęki, drgawki, skurcze mięśni, przyspieszony puls i pogorszenie nastroju. Efekty te mogą się utrzymywać do trzech tygodni po zaprzestaniu używania GHB. Regularne zażywanie tej substancji prowadzi do wytworzenia tolerancji fizjologicznej, która jest związana z większą produkcją enzymów metabolizujących GHB. Znaczne przedawkowanie GHB bywa śmiertelne.